# Casitas (distrito)
Casitas é um distrito peruano localizado na Província de Contralmirante Villar, região de Tumbes. Sua capital é a cidade de Cañaveral.

## Transporte
O distrito de Casitas é servido pela seguinte rodovia:
- TU-105, que liga a cidade ao distrito de Corrales
- TU-107, que liga a cidade ao distrito de Zorritos
- TU-108, que liga a cidade ao distrito de San Jacinto[2][3][4]